# Cvičný cíl
Jako cvičný cíl mohou být ve vojenství používány terče a figuríny (také ve sportu), makety vojenské techniky, nebo vyřazená bojová technika.

## Ve vojenství
- terče na střelnicích, včetně siluet postav
- vyřazená plavidla
- vyřazená bojová vozidla
- makety bojových vozidel, plavidel nebo letadel (popř. drony)

## Ve sportu
- terče pro lukostřelbu
- terče pro šipky
- terče pro sportovní střelbu (také pro biatlon a moderní pětiboj)
- figuríny pro šerm a bojové umění